# Hōseidō Kisanji
Hōseidō Kisanji (朋誠堂 喜三二), nom véritable 平沢 常富, Hirasawa Tsunemasa, 13 mai 1735 à Edo - 18 juin 1813, est un écrivain japonais,
Hōseidō se fait connaître comme auteur de prose satirique du genre kibyoshi, où il raconte des histoires en quelques pages fortement illustrées, qui rappellent la bande dessinée moderne.
Il collabore fréquemment avec l'artiste graphique Koikawa Harumachi. On connaît de lui Bumbu futamichi mangoku-dōshi (文武二道万石通, 1788) et Omukaeshi bumbu no futamichi (1789). L'examen satirique de la classe des samouraïs entraîne la censure de ses œuvres par le shogunat Tokugawa. Dans ses dernières années, Hōseidō écrit des poèmes du style kyōka.

## Source de la traduction
- (de) Cet article est partiellement ou en totalité issu de l’article de Wikipédia en allemand intitulé « Hōseidō Kisanji » (voir la liste des auteurs).
- Notices d'autorité :   - VIAF
  - ISNI
  - BnF (données)
  - IdRef
  - LCCN
  - GND
  - Japon
  - CiNii
  - WorldCat